# 프리슬란트인
프리지아인(Frisians) 또는 프리슬란트인은 네덜란드, 독일, 또 덴마크의 남부 윌란반도 남부 끝자락에 거주하는 게르만계 민족이다. 이들은 프리슬란트라는 지역에 거주하며 특히 프리슬란트와 흐로닝언주의 네덜란드 주에 집중되어 있고, 독일의 경우 동프리슬란트와 북프리슬란트(1864년까지 덴마크 영토의 일부였음)에 거주한다. 프리슬란트어의 화자는 500,000명 이상이며, 3개의 프리슬란트어족은 네덜란드와 독일에서 지역 언어로서 공식 언어로 인정된다.

## 같이 보기
- 프리슬란트
- 프리슬란트어

## 참고 문헌
- Greg Woolf, "Cruptorix and his kind. Talking ethnicity on the middle ground", Ton Derks, Nico Roymans (ed.), Ethnic Constructs in Antiquity: The Role of Power and Tradition (Amsterdam: Amsterdam University Press, 2009) (Amsterdam Archaeological Studies, 13), 207-218.
- Jos Bazelmans, "The early-medieval use of ethnic names from classical antiquity. The case of the Frisians", in Ton Derks, Nico Roymans (ed.), Ethnic Constructs in Antiquity: The Role of Power and Tradition (Amsterdam: Amsterdam University Press, 2009) (Amsterdam Archaeological Studies, 13), 321-329.